# Manos Unidas
Manos Unidas ist eine katholische Hilfsorganisation mit Sitz in Madrid, die 1960 gegründet wurde.
Es gibt etwa 4500 freiwilligen Helfern, die sich in über 60 Ländern gegen den Hunger in der Welt einsetzen.

## Auszeichnungen
- 2004: Jaime-Brunet-Preis für Menschenrechte
- 2010: Prinz-von-Asturien-Preis für Völkerverständigung[1]